# Tangará (Santa Catarina)
Tangará is een gemeente in de Braziliaanse deelstaat Santa Catarina. De gemeente telt 8.611 inwoners (schatting 2009).

## Aangrenzende gemeenten
De gemeente grenst aan Campos Novos, Fraiburgo, Ibiam, Ibicaré, Monte Carlo, Pinheiro Preto en Videira.